# 765 Mattiaca
Mattiaca (asteroide 765) é um asteroide da cintura principal, a 1,8246993 UA. Possui uma excentricidade de 0,2832435 e um período orbital de 1 483,63 dias (4,06 anos).
Mattiaca tem uma velocidade orbital média de 18,66736054 km/s e uma inclinação de 5,5513º.
Esse asteroide foi descoberto em 26 de setembro de 1913 por Franz Kaiser.